# Denggen
Denggen is een bestuurslaag in het regentschap Oost-Lombok van de provincie West-Nusa Tenggara, Indonesië. Denggen telt 3269 inwoners (volkstelling 2010).